# Fontaine de Fontestorbes
Koordinaten: 42° 53′ 32,6″ N, 1° 55′ 35,9″ O

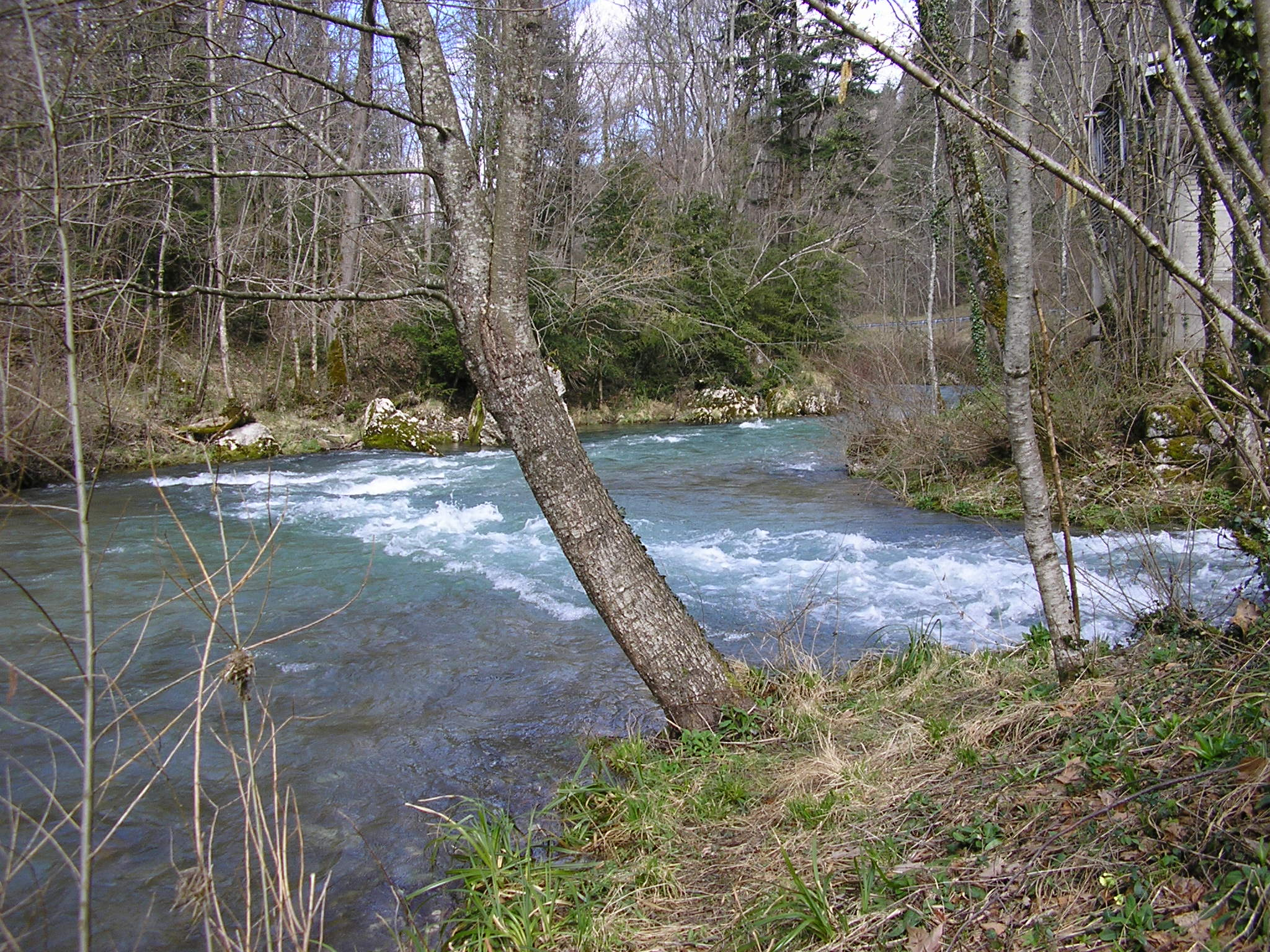
Die Mündung in den Hers-Vif

Die Fontaine de Fontestorbes, auch Source de Fontestorbes oder Fontaine intermittente de Fontestorbes genannt, ist eine intermittierende Karstquelle bei Bélesta in den Pyrenäen in der Region Okzitanien im Département Ariège in Frankreich.

## Beschreibung
Die Fontaine de Fontestorbes befindet sich neben der Straße, etwa einen Kilometer südwestlich des Ortes Belesta, auf der rechten Hangseite im bewaldeten Tal des Hers-Vif. Die Karstquelle schüttet durchschnittlich 2090 Liter pro Sekunde. Das Quellwasser entspringt einer Höhlenöffnung in einem Felsen. Es stammt aus einem ungefähr 85 km² großen unterirdischen See, der großteils von Wasser gespeist wird, das im Kalkstein des Plateau de Sault versickert. Der dort entspringende Fluss kann eine Breite von bis zu fünf Metern haben. Er mündet nach etwa 50 m von rechts in den Hers-Vif.
Aktuell sind in Frankreich fünf weitere Quellen dieser Art bekannt, darunter die Source intermittente de Fontaine-Ronde.

## Das Aussetzen der Schüttung
Der Abfluss der Karstquelle ist zumeist gleichmäßig. Von Juli bis Oktober können jedoch starke Schüttungsschwankungen beobachtet werden, denen die Quelle ihre weitgehende Berühmtheit als Touristenattraktion verdankt. Setzt die Schüttung aus, so ist der Abfluss der Quelle zuvor ungefähr 20 Minuten lang enorm stark und ist dann schlagartig für annähernd 40 Minuten unterbrochen. Dieser Zyklus wiederholt sich fortlaufend.

### Naturwissenschaftlicher Hintergrund
Die Mechanismen, die zum Intermittieren der Fontaine de Fontestorbes führen, sind noch nicht restlos erforscht. Die folgende Darstellung beruht auf Studien aus den späten 1970er-Jahren vom CNRS vorwiegend durch Alain Mangin.
Nur in Zeiten niedrigen Wasserstandes, das heißt bei einem momentanen Abflusswert unter 1040 Liter pro Sekunde, kommt es zu den Schüttungsunterbrechungen. Das Intermittieren beruht gemäß der gängigen Theorie auf dem Zusammenspiel von drei Komponenten:
- Ein natürliches, unterirdisches Wasserreservoir, das sich flussaufwärts in einem Hohlraum des Kalksteinmassivs befindet, wo sich das Wasser aus dem Einzugsgebiet sammelt.
- Ein Stollen, der am unteren Ende dieses unterirdischen Sees beginnt und das dort abfließende Wasser zur Austrittsstelle der Quelle leitet.
- Ein zweiter, höher gelegener Stollen zum unterirdischen See, der mit Luft gefüllt ist.

Für das Funktionieren der intermittierenden Quelle ist es von Bedeutung, dass die Endpunkte beider Stollen nebeneinander und auf etwa gleichem Niveau liegen. Somit bleibt bei ausreichendem Wasserstand der Luftschacht verschlossen, so als wäre er gar nicht vorhanden. Daher tritt die Strömung normalerweise in der gleichen Menge aus, wie der Zufluss erfolgt. Die Quelle fließt kontinuierlich. Wenn der Zufluss in den See nachlässt, unterschreitet er schließlich den Wert von 1040 l/s und der Wasserstand im See sinkt ab.
Dadurch befindet sich das bisher unter Wasser stehende und daher verschlossene Ende des Luftstollens nun teilweise oberhalb des Wasserspiegels. Dadurch kann über diesen Stollen Luft in den Hohlraum angesaugt werden, was zu einem abrupten und starken Druckabfall im Abflussstollen führt. Der Abfluss kommt dadurch fast völlig zum Erliegen und der Quellaustritt versiegt. Da nunmehr der Abfluss nahezu komplett blockiert und deutlich unter der Zuflussrate liegt, wird der Wasserstand des Sees wieder aufgefüllt.
Um aber die Strömung im Ablaufstollen wieder zu starten, muss der Wasserspiegel über das Niveau steigen, das zur Unterbrechung geführt hatte. Wenn dies geschehen ist, beträgt die Strömung am Auslass der Quelle bis zu 1800 l/s. Somit wiederholt sich der Zyklus solange, wie der Zufluss aus dem Einzugsgebiet nicht ausreicht, einen dauerhaften Durchfluss zu gewährleisten. Das ist in der Regel den ganzen Sommer über der Fall, unterbrochen lediglich für einige Tage nach heftigen Gewittern. Die Zyklusdauer verlängert sich zum Ende der Saison, wenn der sehr geringe Zufluss länger braucht, um den See wieder auf den erforderlichen Wasserstand zu füllen.
Während diese vereinfachte Darstellung eine theoretisch perfekte Regelmäßigkeit des Mechanismus erwarten lässt, sind die tatsächlichen Verhältnisse etwas differenzierter. So wurden während der Saison minimale Durchflussraten zwischen 200 l/s am Anfang und 20 l/s im Spätsommer gemessen. Ebenso variiert der maximale Abfluss zwischen 1800 und 1680 l/s.
In einigen seltenen Fällen kann es dazu kommen, dass sich durch extreme Trockenheit das Reservoir nicht mehr füllen kann und Wasser und Luft konstant über die Abflussleitung nach außen fließen. Dies geschieht, wenn der Zulauf 600 l/s unterschreitet. Das war in einigen längeren Niedrigwasserperioden der Fall, so im November 1973, Oktober 2001 und Januar 2007. Dieser beobachtete Wert entspricht fast genau den Berechnungen von A. Mangin, der 680 l/s angegeben hatte.